# كفر الحمايدة
قرية كفر الحمايدة هي إحدى القرى التابعة لمركز دمنهور في محافظة البحيرة في جمهورية مصر العربية. حسب إحصاءات سنة 2006، بلغ إجمالي السكان في كفر الحمايدة 1015 نسمة، منهم 514 رجل و501 امرأة.